# Дігах (Апшеронський район)
```

```

Діга́х (Дігях; азерб. Digah) — селище на сході Азербайджану, є північною околицею столиці держави Баку, підпорядковане Абшеронському району.

## Географія
Селище розташоване на Апшеронському півострові, на північ від озера Бьоюк-Шор.

## Історія
Статус селища міського типу Дігах отримав в 1936 році. До 1960-их років називалось Дигя.

## Населення
Згідно з даними перепису 1989 року в селищі Дігах проживало 2996 осіб. На 2011 рік населення збільшилось до 4,6 тисяч осіб.

## Господарство
В селищі знаходиться виноробне підприємство. Селище з'єднане автомобільними шляхами із селищем Мехдіабад та селом Мамедлі.